# NGC 717
NGC 717 је лентикуларна галаксија у сазвежђу Андромеда која се налази на NGC листи објеката дубоког неба.
Деклинација објекта је + 36° 13' 47" а ректасцензија 1h 53m 55,0s. Привидна величина (магнитуда) објекта NGC 717 износи 14,0 а фотографска магнитуда 14,9. NGC 717 је још познат и под ознакама UGC 1363, MCG 6-5-41, CGCG 522-52, PGC 7033.